# صولويية (صوغان)
صولوییة (بالفارسية: صولوییه) هي قرية تقع في إيران في قسم صوغان الريفي.